# Woluwe-Saint-Pierre
Pour les articles homonymes, voir Woluwe et Saint-Pierre.
Woluwe-Saint-Pierre [wɔly(w)esɛ̃piɛʁ] (en néerlandais : Sint-Pieters-Woluwe) est une commune de Belgique située dans la région de Bruxelles-Capitale. Comme les autres communes de cette région, elle est officiellement bilingue (français et néerlandais).

## Géographie
Située dans le sud-est de Bruxelles, elle est considérée comme l'une des communes résidentielles les plus huppées et les plus vertes de la capitale et de Belgique.
Située à la limite de la forêt de Soignes, elle recèle de nombreuses zones vertes : étangs Mellaerts, parc de Woluwe, parc Parmentier, promenade de l'ancien chemin de fer etc.
La commune culmine à 110 m (Quatre-Bras et Les Trois Couleurs) ; le point le plus bas est à 44 m (le long du Boulevard de la Woluwe).

### Cours d'eau
Woluwe-Saint-Pierre est traversée par la Woluwe, un ruisseau non navigable qui lui donna son nom. On trouve aussi de nombreux étangs dans les différents parcs de la commune.

### Communes limitrophes
Woluwe-Saint-Pierre est limitrophe des communes bruxelloises d'Etterbeek, d'Auderghem et de Woluwe-Saint-Lambert. Elle est également limitrophe de Kraainem, commune à facilités de la Région flamande et de Tervuren.
|           | Woluwe-Saint-Lambert |          |
| Etterbeek | Woluwe-Saint-Pierre  | Kraainem |
|           | Auderghem            | Tervuren |

## Histoire
Le village est né au bord de la vallée du Woluwe, sur la place où l'on trouve aujourd'hui l'église Saint-Pierre dans la rue Félix Poels, éloigné de 400 mètres du village adjacent, Woluwe-Saint-Lambert.

## Armoiries
|  | Le sigillium scabinorum domini de Crainhem et Woluwe, dont l'empreinte en cire se trouve au Cabinet des médailles de la Bibliothèque royale de Belgique, montre un écu ovale aux armes des Hinnisdael qui possédaient de nombreux biens dans la localité du XVIIe au XIXe siècle. Blasonnement : De sable au chef d'argent, chargé de trois oiseaux de sable, becqués et membrés de gueules, rangés. L'écu sommé d'une couronne à cinq fleurons et supporté par deux lévriers d'argent, colletés de gueules bouclés d'or. - Délibération communale : 9 mars 1956 - Arrêté royal : 12 novembre 1957 - Moniteur belge : 14 décembre 1957 |

## Patrimoine et curiosités
La vie culturelle repose sur plusieurs centres culturels, à la maison communale (avec la bibliothèque) et dans les quartiers, ainsi que des musées.

### Bâtiments remarquables

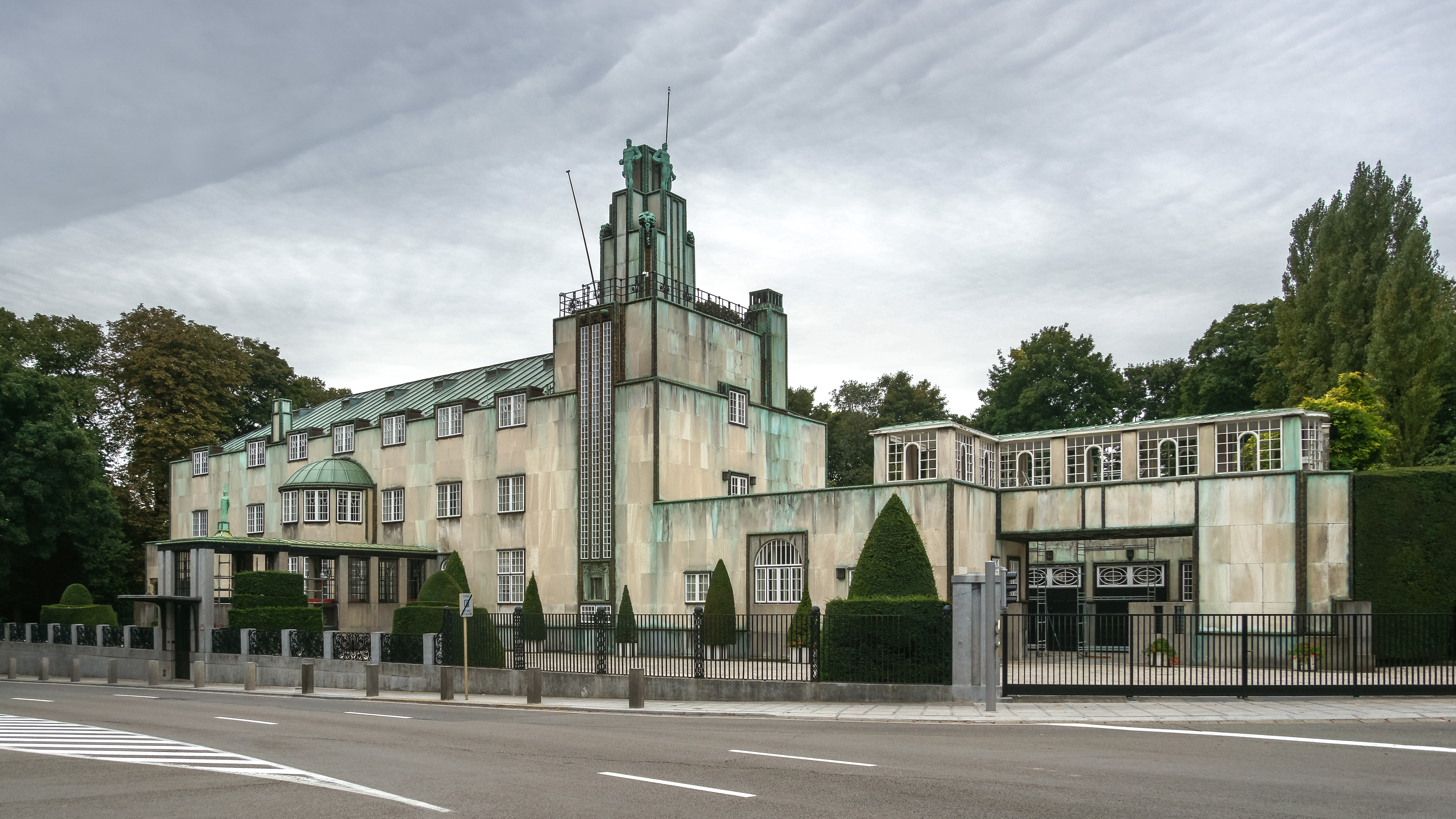
Palais Stoclet (architecte Josef Hoffmann, 1911).

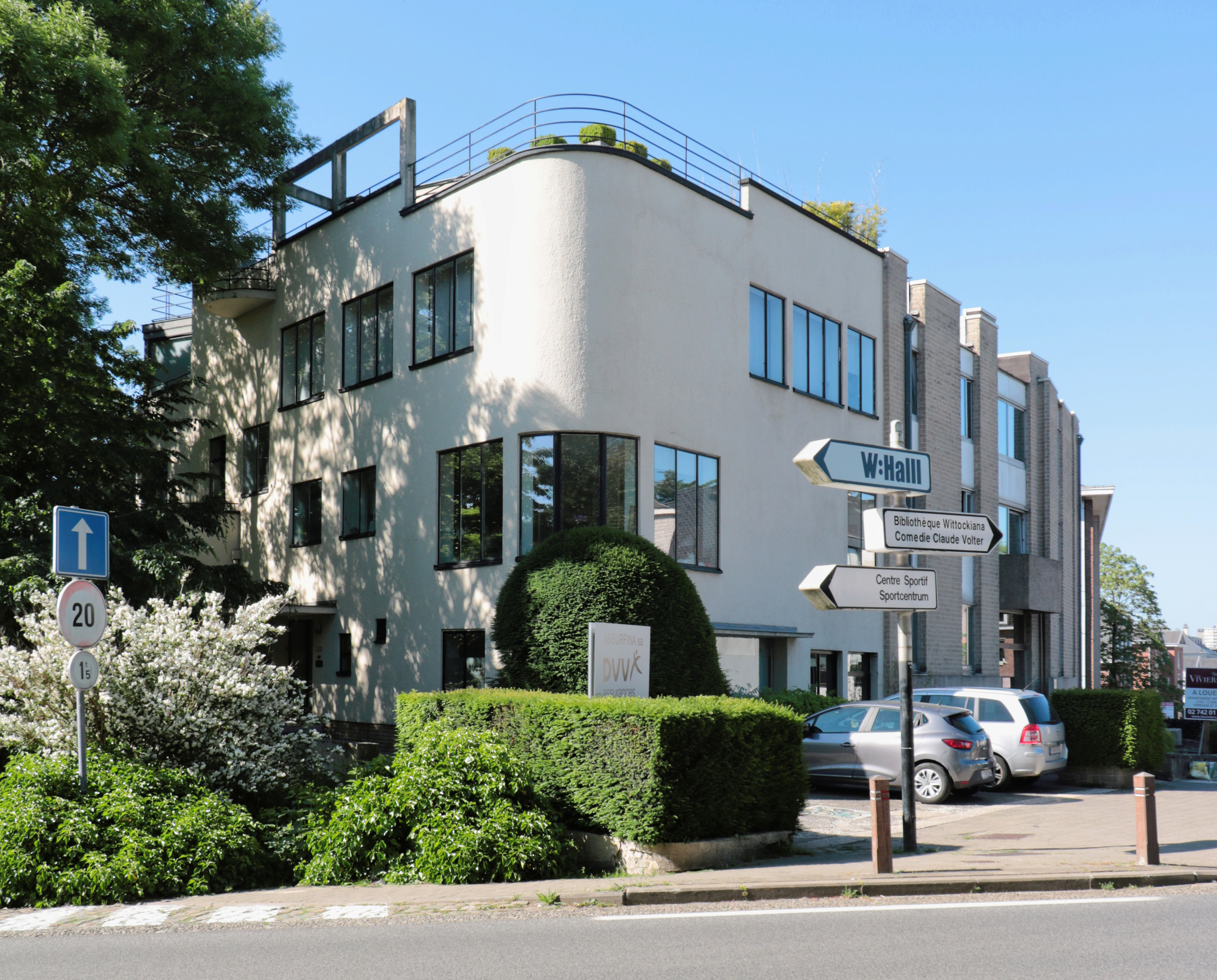
Maison Gombert (architecte Huib Hoste, 1933).

Woluwe-Saint-Pierre compte de nombreux bâtiments remarquables ou monuments historiques protégés de la commune, entre autres
- le Palais Stoclet, inscrit sur la liste du Patrimoine mondial de l'Unesco, avenue de Tervueren
- Bibliotheca Wittockiana  ou musée de la Reliure et des Arts du livre, rue du Bemel
- Château de Putdael dit Manoir d'Anjou, avenue du Manoir d'Anjou
- Hôtel du comte d'Oultremont, boulevard Brand Whitlock
- Le Musée du Transport urbain Bruxellois (musée du Tram)
- Maison Gombert, Huib Hoste, modernisme, 1933, avenue de Tervueren

### Art public

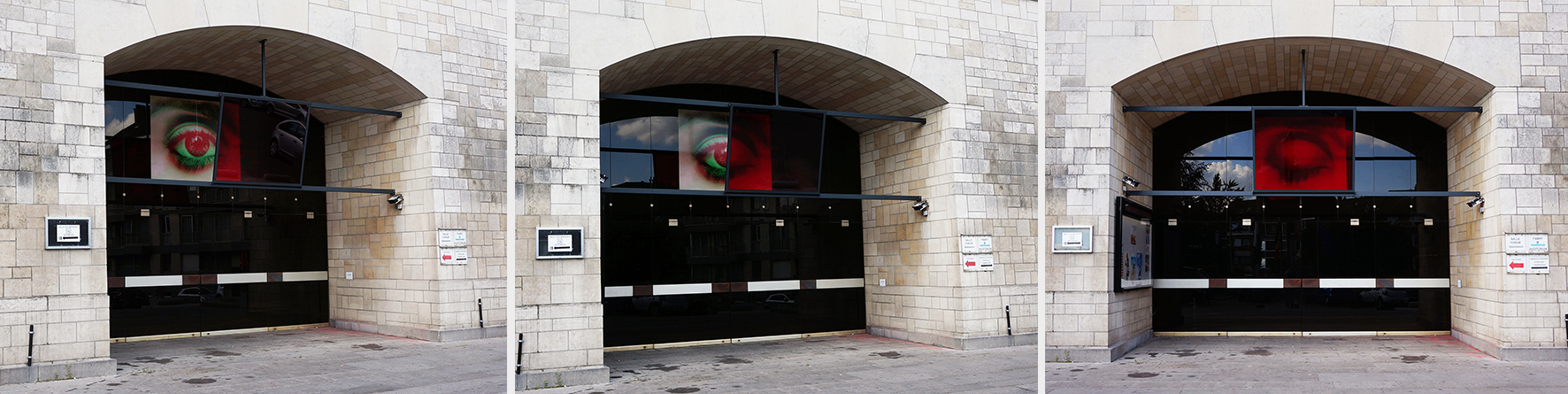
L'œuvre "Screen" fixée sur le centre culturel adjacent à la maison communale de Woluwe-Saint-Pierre.

En 2016, la commune de Woluwe-Saint-Pierre commande une œuvre pérenne à l'artiste belge Thierry Verbeeck pour son centre culturel "W:Hall". L'œuvre "Screen" est placée en extérieur. Elle fonctionne grâce à une illusion d'optique : un autocollant avec une photo d’œil est collé sur la baie vitrée et une dalle de verre rouge qui fait disparaître et accentue certaines couleurs est suspendue devant. En fonction de la position du visiteur, celui-ci verra l’œil ouvert ou fermé. Ce travail artistique aborde le thème du numérique et plus précisément de l'impact de l'écran sur notre perception du monde.
Le 15 septembre 2023, un buste réalisé par la sculptrice Laurence Remacle et représentant Mahsa Amini, femme décédée après avoir été arrêtée par la police iranienne pour avoir mal porté son voile, est inauguré devant l'Hôtel communal de Woluwe-Saint-Pierre.

### Ambassades
Un grand nombre d'ambassades auprès de la Belgique, de l'Union européenne et de l'OTAN sont établies à Woluwe-Saint-Pierre, principalement le long de l'avenue de Tervueren. Les ambassades situées à Woluwe-Saint-Pierre sont les suivantes (liste à jour du 22 septembre 2023) :
- Azerbaïdjan (282-284 avenue de Tervueren) ;
- Bhoutan (70 avenue Jules César) ;
- Botswana (169 avenue de Tervueren) ;
- Cambodge (264 A avenue de Tervueren) ;
- Chine (443-445 avenue de Tervueren) ;
- Éthiopie (231 avenue de Tervueren) ;
- Géorgie (245 rue Père Eudore Devroye) ;
- Indonésie (294 avenue de Tervueren) ;
- Iran (415 avenue de Tervueren) ;
- Madagascar, Malaisie, Namibie, Nigeria, Ouganda, Pologne, Papouasie-Nouvelle-Guinée, Pérou, Rwanda, Saint-Siège, Salvador, Sao Tomé-et-Principe, Sierra Leone, Togo, Trinité-et-Tobago, Tunisie, ainsi qu'un grand nombre de résidences d'ambassadeurs, entre autres d'Espagne, des Pays-Bas, de la Norvège, de la Nouvelle-Zélande, d'Ukraine, de Suède.

## Politique

### Conseil communal
Le conseil communal compte 35 sièges. Les élections communales du 13 octobre 2024, ont réparti les sièges de la manière suivante :
- Liste du Bourgmestre (LB1150) (cdH, CD&V, libéraux et indépendants) : 24 conseillers
- Ecolo-Vert : 6 conseillers
- Citoyens+PS-Vooruit : 3 conseillers
- DéFI-l'Alternative : 2 conseillers

Le nouveau Conseil communal a été installé le 1er décembre 2024. Il est, depuis cette date, présidé, par Ariane Calmeyn (LB1150).

### Collège des Bourgmestre et Échevins
La commune compte huit échevins et le bourgmestre. La majorité mise en place à la suite des élections communales de 2024 comprend la Liste du Bourgmestre, Ecolo-Vert et DéFI, reconduisant la majorité en place depuis 2012.
Le Collège a été mis en place le 1er décembre 2024, modifié en juin 2019, et est composé de :
| Collège communal   |                         |                                    |
| ------------------ | ----------------------- | ---------------------------------- |
| Bourgmestre        | Benoît Cerexhe          | Les Engagés - Liste du Bourgmestre |
| 1er Échevin        | Tanguy Verheyen         | Liste du Bourgmestre               |
| 2e Échevin         | Damien De Keyser        | Les Engagés - Liste du Bourgmestre |
| 3e Échevin         | Philippe van Cranem     | MR - Liste du Bourgmestre          |
| 4e Échevine        | Françoise de Callataÿ   | Liste du Bourgmestre               |
| 5e Échevine        | Carla Dejonghe          | Open VLD - Liste du Bourgmestre    |
| 6e Échevin         | Georges Dallemagne      | Les Engagés - Liste du Bourgmestre |
| 7e Échevin         | Dominique Harmel        | DéFI - Liste du Bourgmestre        |
| Présidente du CPAS | Muriel Godhaird-Sterckx | Liste du Bourgmestre               |

### Résultats des élections communales depuis 1976
| Partis                                       | Partis                 | 10-10-1976 | 10-10-1976 | 10-10-1982 | 10-10-1982 | 9-10-1988 | 9-10-1988 | 9-10-1994 | 9-10-1994 | 8-10-2000 | 8-10-2000 | 8-10-2006 | 8-10-2006 | 14-10-2012 | 14-10-2012 | 14-10-2018 | 14-10-2018 | 13-10-2024 | 13-10-2024 |
| Votes / Sièges                               | Votes / Sièges         | %          | 35         | %          | 35         | %         | 35        | %         | 33        | %         | 33        | %         | 33        | %          | 33         | %          | 35         | %          | 35         |
| -------------------------------------------- | ---------------------- | ---------- | ---------- | ---------- | ---------- | --------- | --------- | --------- | --------- | --------- | --------- | --------- | --------- | ---------- | ---------- | ---------- | ---------- | ---------- | ---------- |
| PL-IC0/PRLIC1/LB2/Open MR3                   |                        | 13,760     | 4          | 27,291     | 11         | 43,872    | 17        | 45,172    | 18        | 47,392    | 18        | 57,582    | 22        | 36,292     | 14         | 30,833     | 12         | 61,73      | 24         |
| PSC-CVP0/PSC1/ PSC-CD2/cdH3/Woluwe+4/LB11505 |                        | 16,550     | 6          | 14,261     | 5          | 14,551    | 5         | 18,441    | 7         | 17,452    | 6         | 23,533    | 8         | 25,264     | 9          | 31,725     | 12         | -          |            |
| FDF1/FDF+IC2/ DéFI pour Woluwe11503          |                        | 48,231     | 20         | 32,721     | 13         | 20,91     | 8         | 16,71     | 6         | 12,321    | 4         | -         |           | 13,892     | 4          | 11,403     | 3          | 9,74       | 2          |
| Ecolo1/Ecolo-Groen2                          |                        | -          |            | 7,381      | 2          | 7,081     | 2         | 6,641     | 1         | 14,51     | 4         | 9,971     | 2         | 9,852      | 3          | 20,642     | 7          | 18,68      | 6          |
| PS0/PS-SP1/PS+SP.a/Citoyens+PS-Vooruit2      |                        | 8,580      | 2          | 5,810      | 1          | 6,040     | 1         | -         |           | 6,241     | 1         | 7,170     | 1         | 5,602      | 1          | 5,402      | 1          | 9,85       | 3          |
| Gestion Communale                            |                        | -          |            | -          |            | -         |           | -         |           | -         |           | -         |           | 8,76       | 2          | -          |            | -          |            |
| FN1/FNB2                                     |                        | -          |            | -          |            | -         |           | 2,811     | 0         | 2,12      | 0         | 1,752     | 0         | -          |            | -          |            | -          |            |
| VLW/WOLUWE1                                  |                        | 5,73       | 1          | 8,131      | 2          | 7,561     | 2         | 6,391     | 1         | -         |           | -         |           | -          |            | -          |            | -          |            |
| LOD                                          |                        | -          |            | -          |            | -         |           | 3,18      | 0         | -         |           | -         |           | -          |            | -          |            | -          |            |
| AVIONS                                       |                        | -          |            | -          |            | -         |           | 0,68      | 0         | -         |           | -         |           | -          |            | -          |            | -          |            |
| UDRT-RAD                                     |                        | -          |            | 4,4        | 1          | -         |           | -         |           | -         |           | -         |           | -          |            | -          |            | -          |            |
| IC                                           |                        | 7,15       | 2          | -          |            | -         |           | -         |           | -         |           | -         |           | -          |            | -          |            | -          |            |
| Total des votes                              | Total des votes        | 25071      | 25071      | 23961      | 23961      | 22057     | 22057     | 20269     | 20269     | 20139     | 20139     | 20908     | 20908     | 20466      | 20466      | 20457      | 20457      | 19520      | 19520      |
| Participation %                              | Participation %        |            |            |            |            | 87,74     | 87,74     | 86,98     | 86,98     | 85,68     | 85,68     | 88,86     | 88,86     | 87,27      | 87,27      | 87,35      | 87,35      | 83,61      | 83,61      |
| Votes blancs ou nuls %                       | Votes blancs ou nuls % | 1,39       | 1,39       | 3          | 3          | 2,85      | 2,85      | 2,76      | 2,76      | 3,03      | 3,03      | 2,81      | 2,81      | 2,63       | 2,63       | 3,34       | 3,34       | 4,79       | 4,79       |

### Bourgmestres depuis l'indépendance de la Belgique
- Jean-François Coosemans : 18 septembre 1830 - 21 juillet 1846
- Eugène de Waha : 21 juillet 1846 - 31 décembre 1863
- Jean-Baptiste Dumoulin : 6 janvier (ou 1er juin [13]) 1864 - 9 septembre 1874
- Charles Thielemans : 9 août 1874 - 23 octobre 1889
- Jean Lepage : janvier 1891 - 27 février 1904
- Joseph(us) Thielemans : 27 février 1904 - 27 février 1947
- Jean-Marie Evrard : 1er mars 1947 - 21 janvier 1971
- François Persoons (FDF) : 21 janvier 1971 - 8 mai 1981
- Jenny Moxhon-Marchandise : 11 août 1981 - 1er février 1982
- Roland Gillet : 15 mars 1982 - 22 août 1983
- Jacques Vandenhaute (MR) : 22 août 1983 - 20 février 2007
- Willem Draps (MR) : 15 avril 2008 - 8 mars 2013
- Benoît Cerexhe (cdH): 8 mars 2013 -

## Démographie

### Évolution de la population
| Habitants                       | 975    | 1 318  | 1 300  | 1 336  | 1 533  | 1 634  | 1 976  | 2 686  | 5 307  | 8 072  | 13 512 | 18 455 | 32 749 | 40 884 | 39 166 | 38 396 |  |
| Index                           | 100    | 135    | 133    | 137    | 157    | 168    | 203    | 275    | 544    | 828    | 1 386  | 1 893  | 3 359  | 4 193  | 4 017  | 3 938  |  |
| Année                           | 2000   | 2010   | 2015   | 2018   | 2019   | 2020   | 2021   | 2022   | 2023   | 2024   | 2025   |        |        |        |        |        |  |
| Habitants                       | 37 922 | 39 077 | 41 077 | 41 580 | 41 824 | 42 119 | 41 996 | 42 216 | 42 497 | 42 571 | 42 549 |        |        |        |        |        |  |
| Index                           | 3 889  | 4 008  | 4 194  | 4 265  | 4 286  | 4 314  | 4 300  | 4 319  | 4 354  | 4 366  | 4 364  |        |        |        |        |        |  |
| chiffres INS - 1830 = Index 100 |        |        |        |        |        |        |        |        |        |        |        |        |        |        |        |        |  |

Graphe de l'évolution de la population de la commune.
- Source:INS - De:1806 à 1981=recensement de la population au 31 décembre; depuis 1990= population au 1er janvier[14]

### Population étrangère
| Nationalité                                           | Population |
| France                                                | 2 626      |
| Italie                                                | 1 501      |
| Espagne                                               | 1 372      |
| Allemagne                                             | 1 132      |
| Grèce                                                 | 803        |
| Roumanie                                              | 714        |
| Pologne                                               | 695        |
| Portugal                                              | 606        |
| Japon                                                 | 462        |
| Pays-Bas                                              | 395        |
| Source : IBSA Brussels, chiffres au 1er janvier 2024. |            |

## Lieux de culte & religion

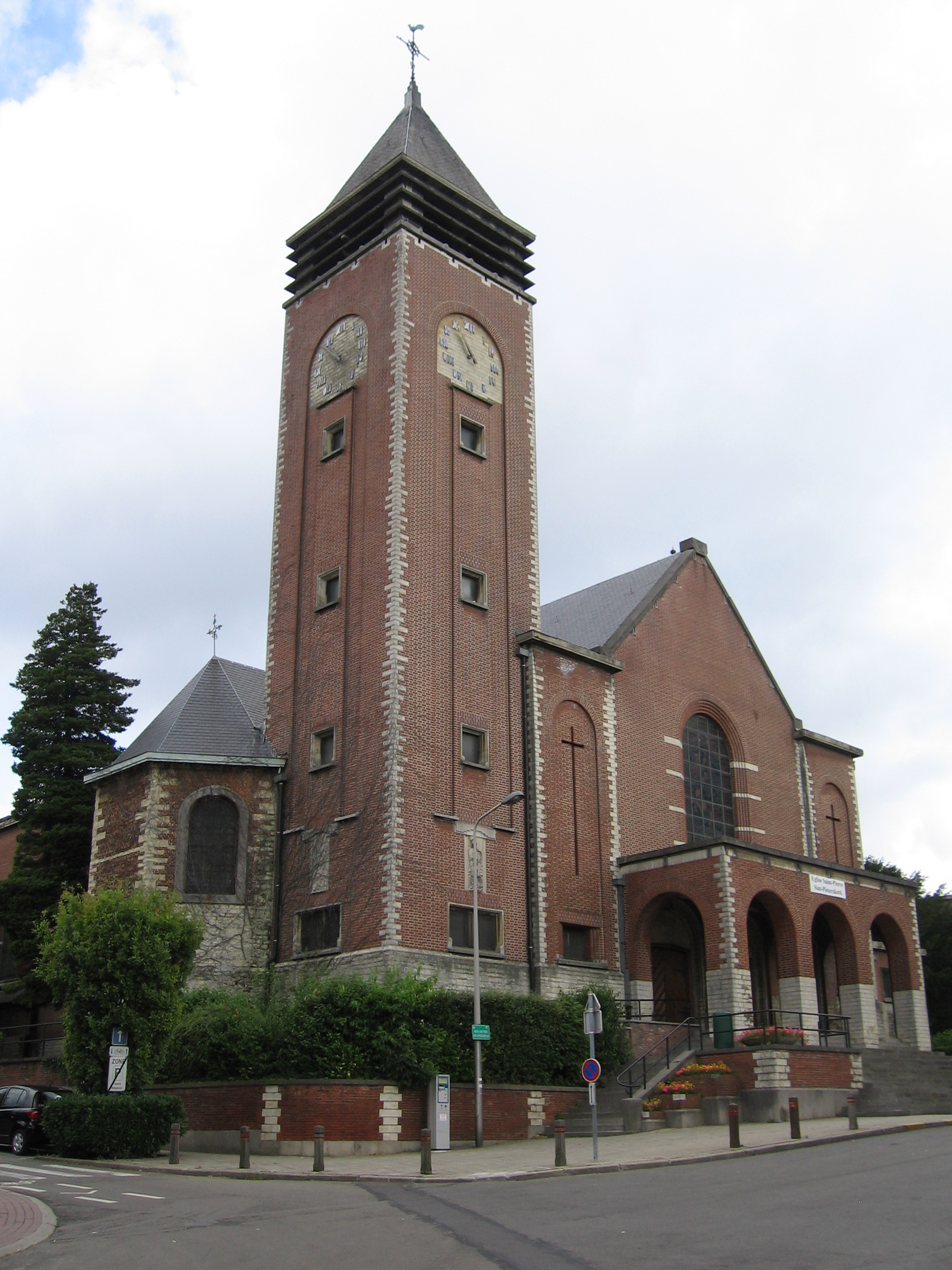
L'église Saint-Pierre.

Plusieurs paroisses se divisent le territoire: la plus ancienne, Saint-Pierre, au centre du noyau historique de la commune ; Notre-Dame de Stockel, également d'origine ancienne, dessert l'ancien hameau de Stockel; les paroisses de Saint-Paul, Sainte-Alix et Notre-Dame-des-Grâces, créées lors des grands développements urbanistiques de la commune à la fin des années 1930 jusque dans les années 1960.

## Enseignement & sports
L'enseignement primaire et secondaire à Woluwe-Saint-Pierre se compose de plusieurs établissements scolaires francophones et néerlandophones, entre autres : Athénée royal Crommelynck, Collège Jean XXIII, Institut Don Bosco (Bruxelles), Lycée Mater Dei, Sint-Jozefscollege, Centre scolaire Eddy Merckx et plusieurs écoles fondamentales communales.
Woluwe-Saint-Pierre accueille également sur son territoire un établissement d'enseignement supérieur : l'Institut catholique des hautes études commerciales (ICHEC).
La commune possède également un des centres sportifs les mieux équipés de la capitale, Sport City, doté d'une piscine olympique, ainsi que des clubs de football, de tennis et de hockey, entre autres le Royal Ombrage Hockey Club (avenue Parmentier) et le Royal Orée Tennis Hockey Bridge. Elle compte aussi un club de basket le BC Chalet, inauguré en 1960, historiquement lié au quartier Joli Bois et au chalet Bailly, le club évolue depuis la saison 2024-2025 à Sportcity.

## Territoire

### Quartiers et localités
La commune s'articule autour de différents quartiers: quartier du centre (Woluwe) (nl), quartier du Chant d'Oiseau, quartier Kelle et Venelles, quartier de Joli-Bois ou quartier de Sainte-Alix, quartier de Stockel, quartier de Val Duchesse / Putdael.

### Espaces verts
- Gemeentehuis Park ;
- Parc Crousse ;
- Parc des Étangs Mellaerts ;
- Parc des Sources (partie privée du parc) ;
- Parc ou jardin des Franciscaines, avenue de Tervueren (anciennement Parc Monsanto) ;
- Parc Parmentier ;
- Parc de Woluwe ;
- Promenade de l'ancien chemin de fer ;
- Square Léopold II ;
- Tree Park.

### Transports en commun
Woluwe-Saint-Pierre est desservie par les transports en commun bruxellois : aux stations de métro Montgomery et Stockel s'ajoutent plusieurs lignes de tramway en site propre (8, 39, 44) et une ligne de bus (36).

### Routes
Son territoire est traversé par deux voies principales : l'avenue de Tervueren (aménagée pour l'exposition universelle de 1897), menant du centre de Bruxelles à la forêt de Soignes ainsi que le boulevard de la Woluwe, aménagé dans la vallée du ruisseau qui a donné son nom à la commune. À l'intersection des deux axes se développent de grands parcs (parc de Woluwe, étangs Mellaerts, parc Parmentier).
La commune est située à deux pas du ring de Bruxelles auquel elle est connectée notamment via l'avenue de Tervueren.

## Jumelages
La commune de Woluwe-Saint-Pierre est jumelée avec (par ordre chronologique) :
- District Ruyumba (Rwanda) depuis 1970, au départ jumelage avec la ville de Musambira, qui s'est étendu au district ;
- Gangnam-gu (Corée du Sud) depuis le 21 juin 1976 ;
- La Nouvelle-Ibérie (États-Unis) depuis 1979 ;
- Pecica (Roumanie) depuis 1989 ;
- Chaoyang (Chine) depuis 2003, suspendu le 30 mars 2008 ;
- Goma (République démocratique du Congo) ;
- Saint-Raphaël (Var) (France) depuis 2025[18].

## Personnalités liées à la commune
- Alfred Madoux (1838-1904) y fit construire le château de Putdael dit Manoir d'Anjou
- Edouard Empain (1852-1929), ingénieur, général, entrepreneur, financier et industriel, y est mort
- Henriette Calais (1863-1951), peintre et sculptrice, faite Chevalier de l'Ordre de Léopold, y a vécu près de 30 ans et y est morte
- Émile Fabry (1865-1966), peintre symboliste, dont l'atelier est conservé rue du Collège Saint-Michel
- Le général de Longueville (1867-1937) y est mort[19]
- Adolphe Stoclet (1871-1949), financier et amateur d'art, bâtisseur du Palais Stoclet, avenue de Tervueren
- Jean Capart (1877-1947), égyptologue, inhumé au cimetière de Woluwe-Saint-Pierre
- Georges Jamotte (1880-1942), peintre et caricaturiste belge, mort à Woluwe-Saint-Pierre
- Charles Verhasselt, (1902-1993), sculpteur (statue Les Fiancailles avenue Jules César)
- Henri d'Orléans (1908-1999), plus connu sous le titre de « comte de Paris », vécut au Château de Putdael dit Manoir d'Anjou
- André Capart (1914-1991), explorateur et océanographe, né à Woluwe-Saint-Pierre
- Maurice de Bevere (1923-2001) alias Morris, dessinateur de Lucky Luke
- Claude Tchou (1923-2010), éditeur, y est né
- Henri d'Orléans (1933-2019), fils d'Henri d'Orléans (1908-1999), y est né
- Claude Volter (1933-2002), comédien et metteur en scène, fondateur de la Comédie Claude Volter avenue des Frères Legrain
- Dirk Frimout (1941- ), scientifique et premier Belge dans l'espace, a vécu à Woluwe-Saint-Pierre
- Eddy Merckx (1945- ), champion de cyclisme, a passé une partie de sa jeunesse place des Bouvreuils
- Jean-Claude Vanden Eynden (1947- ), pianiste, lauréat du Concours musical international Reine Élisabeth 1967
- Dick Annegarn (1952- ), auteur-compositeur-interprète néerlandais, y a passé une partie de sa jeunesse
- Véronique Bogaerts (1955- ), violoniste, lauréate du Concours musical international Reine Élisabeth de Belgique 1980
- Philippe Lafontaine (1955-) chanteur
- Fabienne Vande Meerssche (1959- ), journaliste, ex-présentatrice de journal télévisé
- Marie Daulne (1964-) chanteuse leader du groupe Zap Mama, et son frère Jean-Louis Daulne, auteur compositeur interprète, y ont passé leur enfance à la rue au Bois et à la rue du Bemel où leur mère réside encore et toujours
- Sam Touzani (1968- ), comédien
- Catharina de Habsbourg (1972-), femmes de lettres, s'est mariée dans la ville en 1998 avec le comte Massimiliano Secco d’Aragona[20].

## Galerie

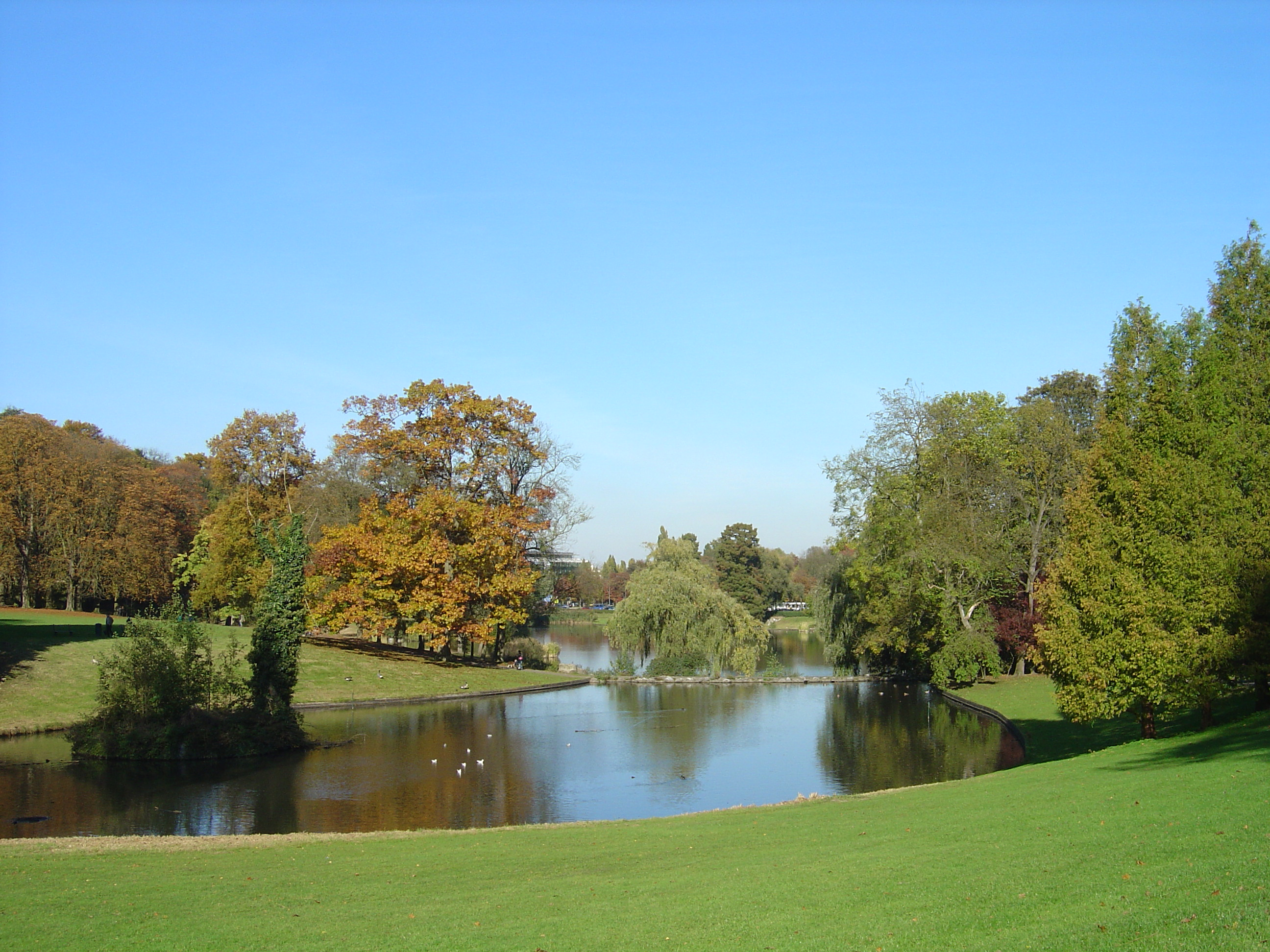
Le parc de Woluwe et les étangs.
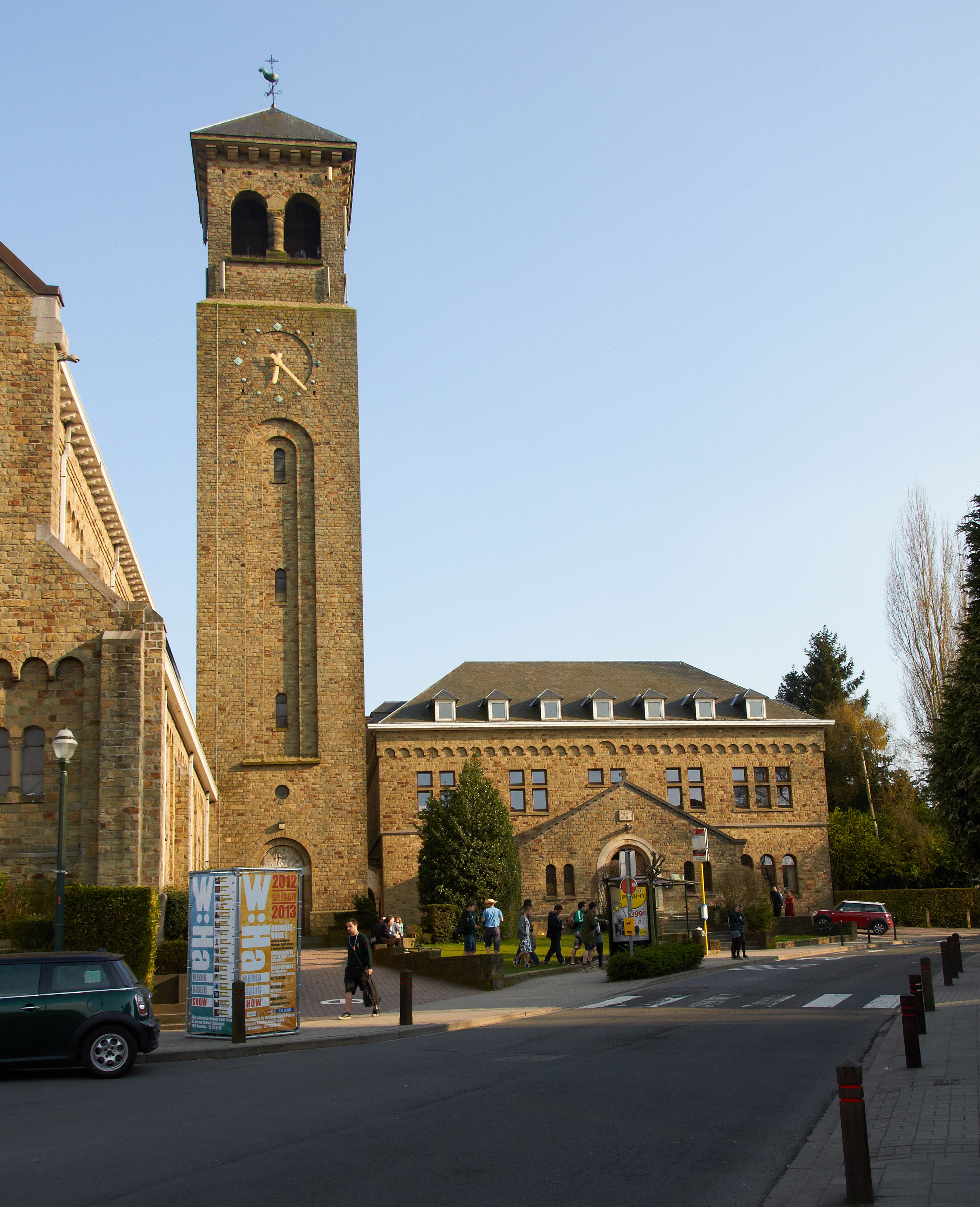
L'église Notre-Dame des Grâces.
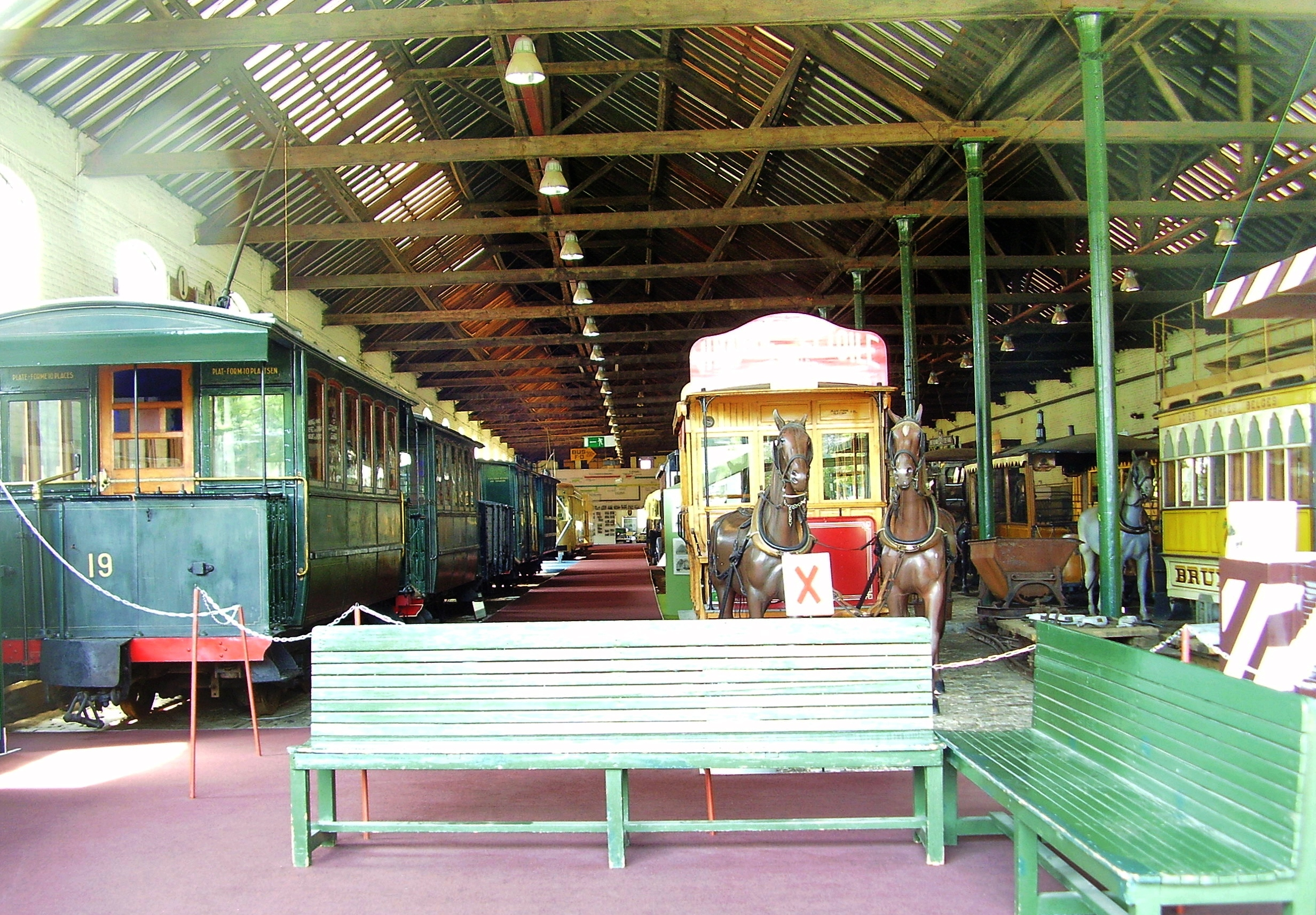
Le musée du Tram de Bruxelles est situé à Woluwe-Saint-Pierre.